# شان کرن
شان کرن (انگلیسی: Sean Kern؛ زادهٔ ۱۱ ژوئیه ۱۹۷۸) ورزشکار واترپلو اهل ایالات متحده آمریکا است.